# 2007年のバスケットボール
< 2007年 | 2007年のスポーツ
2007年のバスケットボール（2007ねんのバスケットボール）では、2007年（平成19年）のバスケットボール関連の出来事をまとめる。

## できごと
- 1月3日 - 第82回全日本総合バスケットボール選手権大会、2回戦で慶應義塾大学が日立サンロッカーズを下す。慶應を下した東海大学がベスト4となる。
- 1月27日 - 第1回bjリーグオールスターゲーム開催。
- 5月 - NBA最優秀選手にダーク・ノヴィツキーを選出。ヨーロッパ出身では初。
- 8月 - 徳島県で開催された2007年バスケットボール男子アジア選手権、イランが初優勝。日本は史上最低の8位。
- 9月6日 - bjリーグの2008-09シーズン新規参入が発表され、オーエスジーフェニックス東三河の転籍が決まる。
- 9月25日 - JOMOの大神雄子が国内女子としては初となるプロ契約を結ぶ。
- 10月11日 - 旧JBLスーパーリーグより一新された日本バスケットボールリーグ（JBL）が開幕。
- 12月10日 - 日本オリンピック委員会、日本バスケットボール協会への2007年度の強化交付金約1100万円の交付の中止を決定。

## 国際大会
- 男子アジア選手権（7月28日～8月5日 アスティとくしま・徳島市立体育館）
決勝  イラン 74-69  レバノン
- 女子アジア選手権
決勝  韓国 79-73  中国
- 男子欧州選手権
決勝  ロシア 60-59  スペイン
- 女子欧州選手権
決勝  ロシア 74-68  スペイン
- 男子アメリカ選手権
決勝  アメリカ合衆国 118-81  アルゼンチン
- 女子アメリカ選手権
決勝  アメリカ合衆国 101-71  キューバ
- ユーロリーグ
ファイナル（5月6日） パナシナイコスBC（ギリシャ） 93-91 PBC CSKAモスクワ（ロシア）
- FIBAアジアチャンピオンズカップ
決勝（テヘラン） Saba Battery 84-75 Al Jalaa
- bj-KBL チャンピオンシップゲームズ
蔚山モービスフィバス （1勝1敗・得失点差） 大阪エヴェッサ
- 日韓Wリーグチャンピオンシップ
新韓銀行S・バード （2勝） JOMOサンフラワーズ

## 国内大会

### 日本プロバスケットボール（bjリーグ）
- bjリーグオールスターゲーム2006-07（1月27日・宜野湾市立体育館）
  - EAST 126-97 WEST MVP:ジェロッド・ワード（富山）
- bjリーグプレイオフファイナル（4月22日）
  - 大阪エヴェッサ 94-78 高松ファイブアローズ MVP:デイビッド・パルマー（大阪）
- bjリーグオールスターゲーム2007-08（12月29日・朱鷺メッセ）
  - EAST 121-94 WEST MVP:小菅直人（新潟）

### その他日本国内
- 第82回天皇杯・第73回皇后杯 全日本総合バスケットボール選手権大会（国立代々木競技場・1月2日～8日）
  - 男子決勝 トヨタ自動車アルバルク 79 - 45 アイシンシーホース （初優勝）
  - 女子決勝 富士通レッドウェーブ 87 - 79 シャンソンVマジック （2年連続2回目）
- Wリーグプレーオフ
  -  JOMOサンフラワーズ （3勝2敗） 富士通レッドウェーブ （3年ぶり5回目）
- JBLスーパーリーグプレーオフファイナル（3月17日～25日）
  - トヨタ自動車アルバルク （3勝0敗） 三菱電機メルコドルフィンズ
- 第59回全日本学生バスケットボール選手権大会（11月20日～12月2日）
  - 男子決勝 青山学院大学  75 - 50 法政大学
  - 女子決勝 大阪体育大学  82 - 71 大阪人間科学大学
- 第38回全国高等学校バスケットボール選抜優勝大会（東京体育館・12月23日～29日）
  - 男子決勝 洛南高等学校（京都府）  78 - 73 福岡第一高等学校（福岡県)（2年連続3回目）
  - 女子決勝 桜花学園高等学校（愛知県）  89 - 68 東京成徳大学高等学校（東京A） （4年ぶり15回目）
- 高校総体（佐賀県・7月29日～8月3日）
  - 男子決勝 能代工業高等学校（秋田県）  95－89 福岡大学大濠高等学校 （4年ぶり22回目）
  - 女子決勝 桜花学園高等学校（愛知県）  66－43 岐阜女子高等学校（岐阜県） （2年連続15回目）

### NBA
- NBAオールスターゲーム（2月18日 ネバダ州ラスベガス・トーマス&マック・センター）
ウェスタン・カンファレンス 153-132 イースタン・カンファレンス
- NBAファイナル（6月7日～14日）
サンアントニオ・スパーズ（ウェスタン） （4勝0敗） クリーブランド・キャバリアーズ（イースタン）

### 韓国プロバスケットボール
- KBLファイナル 蔚山現代モービスフィバス （4勝3敗） 釜山KTFマジックウィンズ

### 中国プロバスケットボール
- CBAファイナル 八一ロケッツ （4勝1敗）広東サザンタイガース

## 死去
- 2月22日 - デニス・ジョンソン
- 12月19日 - アイディン・ニックハ・バーラミ